# Supercoupe des Pays-Bas féminine de volley-ball
La Supercoupe des Pays-Bas de volley-ball féminin est une compétition de volley-ball qui oppose le champion des Pays-Bas et le vainqueur de la coupe des Pays-Bas.

## Palmarès
| Année | Vainqueur                | Score                                     | Finaliste              |
| ----- | ------------------------ | ----------------------------------------- | ---------------------- |
| 1992  | Martinus Amstelveen      |                                           |                        |
| 1993  | VVC Vught                |                                           |                        |
| 1994  | VVC Vught                |                                           |                        |
| 1995  | AMVJ Amstelveen          |                                           |                        |
| 1996  | VVC Vught                |                                           |                        |
| 1997  | VVC Vught                |                                           | AMVJ Amstelveen        |
| 1998  | VC Weert                 |                                           |                        |
| 1999  | ARKE/Pollux Oldenzaal    |                                           |                        |
| 2000  | ARKE/Pollux Oldenzaal    |                                           |                        |
| 2001  | ARKE/Pollux Oldenzaal    | 3 – 0 (25-16, 25-9, 25-21)                | Sliedrecht Sport       |
| 2002  | ARKE/Pollux Oldenzaal    | 3 – 0 (25-18, 25-17, 25-17)               | Longa'59 Lichtenvoorde |
| 2003  | Longa'59 Lichtenvoorde   | 3 – 0 (25-21, 25-19, 25-14)               | ARKE/Pollux Oldenzaal  |
| 2004  | Longa'59 Lichtenvoorde   | 3 – 1 (25-8, 25-23, 25-27, 25-13 )        | ARKE/Pollux Oldenzaal  |
| 2005  | Longa'59 Lichtenvoorde   | 3 – 0 (?)                                 | AMVJ Amstelveen        |
| 2006  | HCCnet / Martinus        | 3 – 0 (25-17, 25-23, 26-24)               | Plantina Longa         |
| 2007  | DELA Martinus Amstelveen | 3 – 0 (25-15, 25-20, 25-12)               | Plantina Longa         |
| 2008  | DELA Martinus Amstelveen | 3 – 1 (22-25, 25-21, 25-23, 25-17)        | Sliedrecht Sport       |
| 2009  | TVC Amstelveen           | 3 – 0 (25-16, 25-22, 25-15)               | Dros/Alterno           |
| 2010  | TVC Amstelveen           | 3 – 1 (25-17, 11-25, 25-21, 25-15)        | Kindercentrum/Alterno  |
| 2011  | Irmato VC Weert          | 3 – 2 (14-25, 25-15, 25-14, 18-25, 15-10) | VC Sneek               |
| 2012  | Irmato VC Weert          | 3 – 1 (25-27, 26-24, 25-23, 25-19)        | Sliedrecht Sport       |
| 2013  | Sliedrecht Sport         | 3 – 2 (12-25, 27-25, 25-17, 21-25, 15-13) | VV Alterno Apeldoorn   |
| 2014  | VC Sneek                 | 3 – 0 (25-18, 25-23, 25-18)               | VV Alterno Apeldoorn   |
| 2015  | VC Sneek                 | 3 – 2 (20-25, 22-25, 25-14, 25-20, 15-12) | Sliedrecht Sport       |
| 2016  | Eurosped TVT             | 3 – 0 (25-20, 25-15, 25-16)               | VC Sneek               |
| 2017  | Sliedrecht Sport         | 3 – 2 (22-25, 25-21, 29-27, 16-25, 15-11) | VC Sneek               |
| 2018  | Sliedrecht Sport         | 3 – 1 (25-18, 25-19, 19-25, 25-22)        | Eurosped TVT           |
| 2019  | Sliedrecht Sport         | 3 – 0 (25-21, 25-23, 25-18)               | VV Apollo 8            |
| 2020  | Sliedrecht Sport         | 3 – 1 (24-26, 25-17, 25-21, 25-18)        | Eurosped TVT           |